# صبير غالاباغوسي
صبير غالاباغوسي (الاسم العلمي:Opuntia galapageia) هو نوع من النباتات يتبع جنس الصبير من الفصيلة الصبارية.